# Monete di restituzione
Con l'espressione monete di restituzione sono definite quelle monete che sono coniate da un dinasta utilizzando i tipi di qualche predecessore. 
Rientrano in questo caso anche coniazioni imperiali romane che ripropongono temi della repubblica. 
Sono particolarmente presenti nella monetazione imperiale romana. Recano comunemente da un lato, di solito il dritto, l'immagine e dall'altra almeno la titolatura del successore.
Gli scopi sono di tipo politico, celebrativo e propagandistico.